# Ost und West (Film)

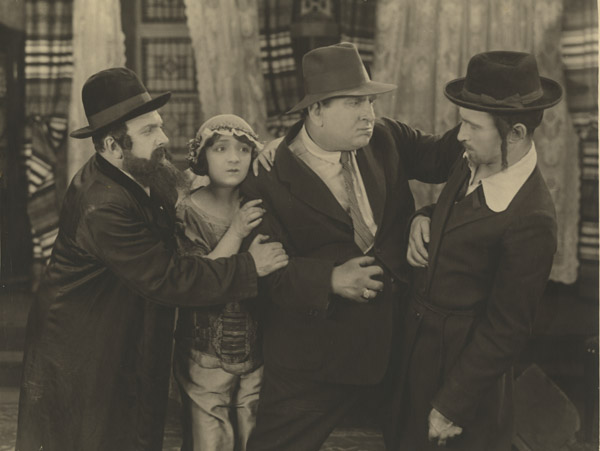
Szene aus Ost und West mit Molly Picon, Sidney Goldin (2.v.r.) und Jacob Kalich (rechts)

Ost und West, jiddisch Misrech und Majrew, englisch East and West, ist eine österreichische Stummfilm-Komödie aus dem Jahr 1923. Regie führte der US-Amerikaner Sidney Goldin, der mit den bekannten Schauspielern des amerikanischen jiddischen Theaters, Molly Picon und Jacob Kalich, in Wien drehte.

## Handlung
Der Film handelt auf ironische, zugespitzte Weise von den Unterschieden zwischen dem assimilierten westlichen Judentum und dem traditionellen, orthodoxen Judentum in Osteuropa. Hauptfigur ist die junge, jüdische Amerikanerin „Molly“, die, fern jeglicher Religiosität, das Leben eines gewöhnlichen, wohlbehüteten, „modernen“ amerikanischen Mädchens führt (man sieht sie zum Beispiel beim Boxtraining mit jungen Männern), bis die Familie zur Hochzeit von Mollys im polnischen Tarnopol lebender Cousine Selda eingeladen wird. Die Familie reist daraufhin nach Polen, wo Molly den Talmudschüler Ruben kennenlernt. Noch vor der Hochzeit findet das jährliche Jom-Kippur-Fest statt, das auch eine Fastenzeit beinhaltet. Während eines Gottesdienstes schleicht sie sich aus der Synagoge, bedient sich großzügig am im Haus des Onkels vorbereiteten Festmahl, stellt die Reste einfach unter den Tisch, wo diese von Hunden und Katzen aufgefressen werden und vergisst, als belastendes Beweismaterial für die Anderen, ein persönliches Buch in der Küche. Die Köchin und auch der Rest des Haushalts ist sehr verärgert über Molly, doch diese beschließt sich zu rächen, zieht sich Boxhandschuhe an und schlägt die Köchin KO.
Die Vorbereitungen für die Hochzeit laufen auf Hochtouren, als Molly die jungen, für den Chor übenden, Männer besucht und ihnen Shimmy-tanzen beibringt. In einer weiteren Szene zieht sie Männerkleidung an, was ebenfalls auf wenig Gegenliebe stößt.
Schließlich steht die Hochzeit vor der Tür und die angehende Braut, Selda, lässt Molly den Schleier anprobieren. Dabei kommt Molly auf die Idee, Hochzeit zu spielen und überredet die Anderen, mitzumachen. Ruben spielt ihren Bräutigam und steckt ihr sogar, trotz vorheriger Warnungen, auf Drängen von Molly den Ring an den Finger – und ist nun, da es zwei männliche Zeugen gab, nach dem religiösen Gesetz Mollys Bräutigam. Es folgen auch am nächsten Tag noch heftige Diskussionen, wie nun fortzufahren sei, doch Ruben zeigt sich nicht gewillt, sich scheiden zu lassen, da er sich in Molly verliebt hat. Da ihn niemand verstehen will, schreibt Ruben an seinen reichen Onkel nach Wien, ob er diesen für eine Weile besuchen könne. Mollys Vater schreibt er einen Brief, in dem er diesen um fünf Jahre Zeit bittet – wenn sich Molly dann noch immer von ihm scheiden lassen wolle, werde er auch zustimmen.
Ruben wird bei seinem Onkel freudig empfangen. Ruben bleibt über Monate und legt in dieser Zeit, anfangs nur schweren Herzens, seine religiöse Tracht ab und schneidet auch seine Schläfenlocken ab. Er schreibt ein Buch mit dem Titel Ost und West, das international Beachtung findet.
Nach fünf Jahren kündigt sich die Ankunft von Molly und ihrem Vater an. Ruben lässt den beiden eine Einladung zu einer Autorenlesung zukommen, wo auch er, unter seinem Künstler-Pseudonym „Ben-Ami“ sein jüngstes Buch Mazel Tov präsentieren wird. Molly und ihr Vater wissen aber nichts von Rubens neuer Identität und auch Rubens Onkel hält still. Molly ist beeindruckt von Ben-Ami, der auch von anderen Frauen umschwärmt wird, und die beiden kommen sich rasch näher. Nach Ablauf der 5-Jahres-Frist soll bald darauf die Scheidung zwischen Ruben und Molly stattfinden. Ruben „verkleidet“ sich wieder als Talmudschüler mit Schläfenlocken, als den ihn Molly kennengelernt hatte, und überreicht ihr die vermeintlichen Scheidungsdokumente. Auf diesen steht aber in Wirklichkeit ein Text Rubens, der erklärt, dass er und Ben-Ami ein und dieselbe Person sind. Molly will sich nun doch nicht mehr scheiden lassen, die beiden küssen sich, der Film endet.

## Hintergrund
Der Titel des Films bezieht sich auf die von 1901 bis 1923 in Berlin erschienene jüdische Kulturzeitschrift Ost und West. Für den Filmwissenschaftler Jim Hoberman präsentiert der Film den „eingedeutschten Juden“ („germanized Jew“) als „goldenen Mittelweg zwischen dem primitiven Ostjudentum und dem krassen Amerikaner“.

## Produktion und Verbreitung
Der Film wurde im Atelier der Wiener Listo-Film hergestellt. Die Gesamtausstattung (Szenenbild, Requisiten, Kostüme) übernahm das hauseigene Unternehmen „Schmiedl, Berger & Co“. Als Schauspieler dienten neben Molly Picon und Jakob Kalich, die sich als Schauspieler mit jiddischen Stücken in Europa auf Tournee befanden, zahlreiche Darsteller der Freien Jüdischen Volksbühne, einem jiddischen Theater in Wien, sowie Eugen Neufeld, ein vielbeschäftigter Schauspieler des österreichischen Stummfilms. Die Original-Filmlänge wurde in Paimann’s Filmlisten mit „ca. 2380“ Metern und sechs Akten angegeben.
Die Uraufführung des Films erfolgte am 17. August 1923 im „Zentral-Kino“ (das spätere Tabor-Kino) in Wien-Leopoldstadt. Der Film dürfte ein internationaler Erfolg gewesen sein, auch und besonders in den USA, auf dessen Publikumsgeschmack Goldin sich dramaturgisch und von der Besetzung (Molly Picon und Jacob Kalich waren schon damals bekannte Darsteller des jiddischen Theaters der US-Ostküste) her orientierte. Abgesehen von den USA, wo der Film 1924 in die Kinos kam und 1932 vertont nochmals erschien, startete der Film auch in Frankreich (1924), Rumänien und Polen. Laut einer Anzeige der Listo-Film aus dem September 1923 wurden Aufführungsmonopole – neben den bereits genannten Ländern, die ebenfalls erwähnt werden – auch an Verleihgesellschaften in der Tschechoslowakei, Holland, Belgien und „England“ verkauft.
In Österreich wurde der Film vom Verleih Quittner, Zuckerberg & Co in die Kinos gebracht.